# Euploea grantii
Euploea grantii är en fjärilsart som beskrevs av Butler 1879. Euploea grantii ingår i släktet Euploea och familjen praktfjärilar. Inga underarter finns listade i Catalogue of Life.